# Ancien azéri

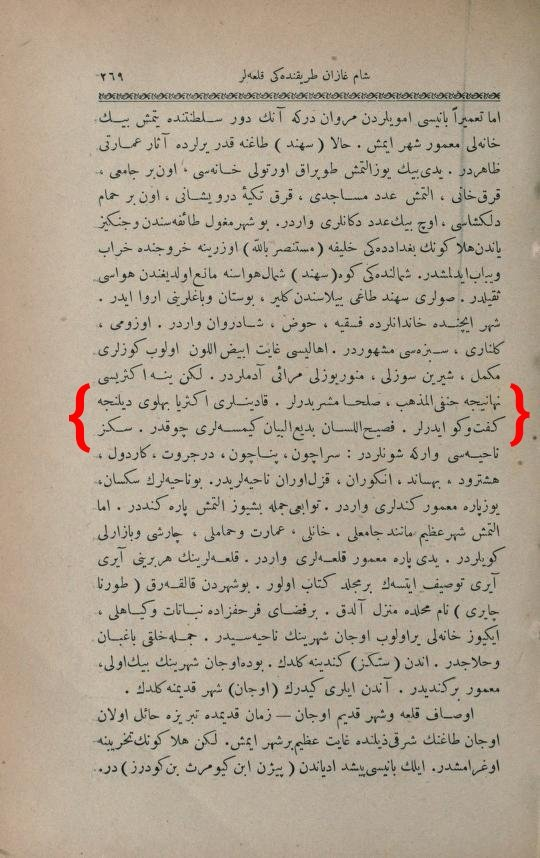
Extrait d'un texte en ancien azéri.

L’ancien azéri (en persan : آذری‌ باستان) aussi connu comme adhari, azéri ou azari, était une langue iranienne, parlée jusqu'au XIVe siècle dans la région de l'Azerbaïdjan au nord-ouest de l'Iran actuel et dans les régions adjacentes. Outre la langue persane, qui servait de langue administrative et culturelle, c'était la langue principale de la région. Elle était membre de la branche nord-ouest des langues iraniennes.

## Histoire et caractéristiques
Avec la conquête de l'Azerbaïdjan par les Seldjoukides et un peu plus tard par les Ilkhans, cette langue perdit de son importance, si bien qu'elle était plus qu'à peine parlée sous le règne des Aq Qoyunlu.
Les documents survivants les plus importants écrits dans cette langue incluent la collection « Dobayt » (« doubles vers ») du mystique Cheikh Safi al-Din Ardabili, fondateur de l'ordre soufi Safawiyya (tariqa) et ancêtre de la dynastie du même nom.
Les dialectes tats, encore parlés dans la partie sud et sud-est de l'Azerbaïdjan iranien et dans certains îlots linguistiques isolés, sont généralement considérés comme étant ses descendants. Les langues talysh et guilaki, également parlées au nord-ouest de l'Iran, sont également proches mais remontent probablement à des dialectes apparentés[C'est-à-dire ?]. D'autre part, le tat, parlé dans la région du Caucase, est une langue de la branche iranienne du sud-ouest et est plus proche du persan. En outre, l'ancien azéri a eu une forte influence sur l'azéri moderne (une langue turcique), qui a pris sa place dans la région. L'influence iranienne est toujours évidente aujourd'hui,.